# The Green Mile
The Green Mile (conocida como La milla verde en España y Milagros inesperados en Hispanoamérica) es una película estadounidense de drama y fantasía de 1999, escrita, producida y dirigida por Frank Darabont e interpretada por Tom Hanks, Michael Clarke Duncan, David Morse, Barry Pepper, James Cromwell, Doug Hutchison, Michael Jeter, Bonnie Hunt, Eve Brent, Harry Dean Stanton, Sam Rockwell, Jeffrey DeMunn y Dabbs Greer en los papeles principales. Está basada en la novela de Stephen King publicada en español con el título de La milla verde.
En el 2000 fue galardonada con el Premio Saturno a la mejor película, al mejor actor secundario/de reparto (Michael Clarke Duncan) y a la mejor actriz secundaria (Patricia Clarkson).

## Argumento
Paul Edgecomb, un anciano que vive en un centro de vida asistida se emociona un día mientras ven una película clásica en blanco y negro. Elaine, una anciana que vive allí y es su mejor amiga cuestiona las emociones de Paul, quien explica que la película le recordó cuando trabajaba como guardia de prisión durante la Gran Depresión.
En 1935, Paul, de mediana edad, trabaja en el corredor de la muerte de la prisión estatal Cold Mountaín en Luisiana, en el peor momento de la segregación racial, junto con Brutus Howell, Dean Stanton, Harry Terwilliger y Percy Wetmore; este lugar era llamado por todos La milla verde, debido al color del linóleo de su pasillo principal. Un día recibieron a un prisionero llamado John Coffey, un hombre alto de raza negra que ha sido condenado por violar y asesinar a dos niñas. A pesar de ser el autor de uno de los crímenes más atroces vistos en los últimos años, Coffey es un prisionero modelo, amable y obediente, con el intelecto y personalidad de un niño pequeño e inocente.
Paul padece una dolorosa infección urinaria hasta el día en que se acerca descuidadamente a John Coffey y este lo atrapa para curar su enfermedad tragando el mal que la provoca para después destruirlo al vomitarlo. Eduard Delacroix, otro condenado a muerte ha adoptado a un ratón al que llama Señor Jingles y Percy, que es sádico, cobarde, arrogante ya que alardea de tener impunidad de acción debido a que es sobrino de la esposa del gobernador, aplasta al ratón para burlarse de Delacroix, pero John lo salva antes de que muera. Al ver que John puede realizar milagros, Paul duda de que sea culpable de sus crímenes. 
Más tarde Paul y su personal conocen a William Wharton, alias Salvaje Bill, un asesino en serie convicto que pasó un tiempo en un hospital psiquiátrico y que llega al corredor con camisa de fuerza, babeando y dopado. El comportamiento salvaje de William, especialmente por orinar sobre Harry, hace que los guardias de la prisión lo pongan en confinamiento solitario en múltiples ocasiones. En el momento de la ejecución de Delacroix, Percy como venganza por algunas burlas de Eduard no empapa su cabeza con una esponja, acorde al procedimiento para dar muerte en el acto, esta acción lleva a una muerte lenta y dolorosa para Eduard Delacroix.
Paul y los otros guardias, se enteran de que Melinda, la esposa de Hal Moores, el director de la prisión, tiene un tumor cerebral y ha sido desahuciada. Ya que se trata de una mujer noble y querida por todos, los guardias deciden sacar a John sin permiso una noche y llevarlo a casa de Hal. Para salir sin llamar la atención, encierran a Percy en la celda de confinamiento solitario fingiendo que es un castigo por lo que hizo a Delacroix y drogan a William para que no los vea salir; sin embargo, mientras John pasa frente a su celda, Wharton lo toca antes de caer dormido por los somníferos, lo que provoca un inexplicable pánico en John.
Una vez en casa de Hal, John cura a Melinda, pero se niega a vomitar el mal que extrajo de ella a pesar de que parece enfermarlo. De vuelta en prisión, cuando liberan a Percy, John lo atrapa y le traspasa lo que extrajo de Melinda dañando con ello su cordura; tras esto, Percy acribilla a William y queda en estado catatónico. John usa sus poderes para mostrar a Paul por medio de una visión que, al ser tocado por William, descubrió que era el verdadero asesino de las niñas confirmando también que él mismo realmente era inocente ya que solo intentó salvarlas cuando las encontró. Percy, catatónico y desconectado de la realidad es admitido en un hospital psiquiátrico.
Paul se muestra reacio a ejecutar a John y le ofrece dejarlo huir, pero John le explica que ve la ejecución como un acto de misericordia, ya que se vive en constante sufrimiento porque cada segundo siente en sí mismo el dolor que las personas de todo el mundo se infligen entre sí. Los guardias, como último deseo, dejan que John vea una película y coma una comida casera. Después de la película, John es ejecutado ante el dolor de los guardias que lo conocieron.
En la actualidad, el anciano Paul termina su historia mencionando que después de la ejecución de John, él y Brutus renunciaron a la prisión y tomaron un trabajo en el sistema juvenil. Elaine, rápidamente saca cuentas razonando que la historia no puede ser verdad ya que por las fechas implicaría que Paul tiene más de un siglo; ante ésto Paul la lleva a un escondite donde mantiene oculto al Señor Jingles, señalando que tras la muerte de John lo encontró y lo ha cuidado. Paul explica que ambos recibieron la energía de John en más de una ocasión y eso parece haber extendido sus vidas de forma sobrenatural y durante décadas Paul ha debido ver envejecer y morir a todos los que ama llegando a comprender que su longevidad es un castigo de Dios por matar a uno de sus milagros.
Tiempo después Elaine muere de vejez y Paul asiste a su funeral. Esa noche Señor Jingles finalmente muere de vejez mientras Paul razona que la inmortalidad no existe y finalmente él también morirá, pero se pregunta que si la vida de un ratón pudo extenderse por tantas décadas cuanto tiempo más le queda a él en este mundo, comparando la vida con una milla verde que luce demasiado larga.

## Personajes

### Paul Edgecomb
Interpretado por Tom Hanks. El primero de los dos protagonistas, Edgecomb es el jefe de Alabama Death Row (La milla verde) durante la depresión económica de 1929. Paul es curado de una infección urinaria por John Coffey. Más tarde John Coffey le transmite "un poco de su don" para mostrarle que el asesino de las dos niñas es Wharton; a pesar de que sabía que John Coffey era inocente, a pedido de éste continuó con su ejecución; de esto concluye que es dotado de una larga vida viendo morir a sus seres queridos como castigo por quitarle la vida a un milagro de Dios.

### Brutus «Mole» Howell
Interpretado por David Morse. Segundo a cargo de Cold Mountain's Death Row, Brutus es a menudo denominado "Brutal" por los demás debido a su gran tamaño, es el mejor amigo de Paul Edgecomb. A pesar de su gran tamaño y de intimidar a Percy Wetmore, es un hombre pacífico.

### Harry Terwilliger
Es el carcelero de mayor edad del grupo, que, al principio, cree que John Coffey es culpable. Tuvo problemas con Wharton, quien orinó en sus zapatos desde su celda, por lo que después cuando lo fueron a confinar Harry lo bañó con una manguera de incendios. Cuando Percy disparó contra Wharton trató de detenerlo pero no pudo. Harry se opone al plan de sacar a Coffey para curar a Melinda aunque después termina cediendo; se entristece cuando Coffey es sentado en la silla eléctrica. Interpretado por Jeffrey DeMunn. 

### Dean Stanton
Interpretado por Barry Pepper. Dean es el más joven carcelero, a su vez el más preocupado por la cárcel, dado que se queja de que Mr. Jingles se meta en la cámara acolchada. Le atemoriza el plan de sacar a Coffey para curar a Melinda. Dean llora al participar en la ejecución de John Coffey. 

### Percy Wetmore
Interpretado por Doug Hutchison. Percy es un cobarde oficial que ha sido privilegiado por el hecho de que su tía está casada con el gobernador del estado. A menudo utiliza esta ventaja ganándose la enemistad de sus compañeros de trabajo. En cierto momento, mata al Sr. Jingles aplastándolo con su pie pero este revive más tarde gracias a los dones de Coffey. Wetmore es acosado por William Wharton, lo que ocasiona que este moje los pantalones. También sabotea la ejecución del preso Eduard Delacroix provocando que este muera calcinado en vez de electrocutado. Los demás miembros de la milla castigan a Wetmore con el aislamiento. Luego es liberado, sólo para ser atrapado por John Coffey. Coffey le transmite la enfermedad que absorbió de Melinda Moores, que Coffey no había podido expulsar, y luego Percy expulsa. Luego de ser insultado por Wharton, enojado contra este le dispara y lo mata. Percy queda trastornado por haber contenido este mal en su interior y más tarde es llevado a una institución de salud, irónicamente a la que iba a ser trasladado como guardia. 

### Harold "Hal" Moores
Interpretado por James Cromwell. Director de la prisión de Cold Mountain, Hal Moores es amigo de Edgecombe. Su vida personal proporciona gran parte del drama de la película. Desde el principio se reveló que su esposa Melinda tiene un tumor cerebral inoperable, el cual es curado por Coffey.

### John Coffey
Interpretado por Michael Clarke Duncan, es el segundo de los protagonistas. John Coffey es sentenciado por violar y asesinar a dos niñas. Este hecho no parece lógico dada la personalidad del prisionero. Coffey es favorecido por los guardias de la prisión quienes ven los milagros que puede hacer y le conocen. Su carácter a pesar de su enorme tamaño es el de un niño. Le teme a la oscuridad y antes de morir los guardias le cumplen el deseo de ver una película. John Coffey sufre por la cruel discriminación y la maldad que reina en el mundo entero, que choca con su espíritu bondadoso. Coffey tiene capacidades curativas milagrosas, a pesar de que muestra su inocencia a Paul y al resto de guardias, él prefirió ser ejecutado. 

### William «Salvaje Bill» Wharton
Interpretado por Sam Rockwell. Es uno de los antagonistas de la cinta. Es conocido como «Salvaje Bill», haciendo alusión al forajido Wild Bill. Es un asesino con problemas psicóticos y fanático de las historias del salvaje viejo oeste. Trabajó en la granja donde vivían las niñas por las que condenaron a Coffey. Wharton las violó y después asesinó. William en ocasiones ataca y juega bromas pesadas a los oficiales, además es racista y posee un humor sádico, ya que se pone a cantar de manera burlesca luego de la muerte terrible de Del. Wharton es más tarde asesinado a balazos por Percy luego de que Coffey le mostrara lo que este le hizo a las niñas.

### Eduard "Del" Delacroix
Interpretado por Michael Jeter. Más conocido como "Del", es un recluso francés que se convierte en amigo de John Coffey. Descubre un ratón a quien llama Mr. Jingles que se convertirá en su mejor amigo. Del desprecia al igual que Wharton a Wetmore, quien también le odia. Del incluso es atacado por Percy fracturándole tres dedos y más tarde pisa a Mr. Jingles de una forma cruel pero el ratón es sanado por Coffey. Por último, la ejecución de Del es saboteada por Percy que no moja la esponja que debe de conducir la electricidad al cerebro y Del muere calcinado tras una brutal agonía frente a una aterrada audiencia. Si bien en la cinta se le muestra como una persona amigable, en el libro se revela que cometió varias atrocidades antes de ser sentenciado a muerte, de las cuales dice arrepentirse antes de morir. Antes de Michael Jeter se había considerado para el papel de Delacroix a Robert De Niro, debido a su actuación en la película Erase una vez en America de Sergio Leone.

### Arlen Bitterbuck
Interpretado por Graham Greene, Arlen Bitterbuck es un nativo americano que estaba en la cárcel cuando John Coffey llegó a Cold Mountain. Arrepentido por lo que hizo en la noche de su ejecución habla con Paul acerca de su convicción de que si una persona se arrepiente de sus pecados, regresará tras su muerte a la época en que fue feliz.

### Sr. Jingles
Un ratón que inicialmente causó una cantidad de problemas, es más tarde la mascota de Delacroix, quien le enseña trucos de circo al estilo de Jerry el Ratón en el episodio 092 de Tom y Jerry. El ratón es aparentemente muerto cuando Percy lo pisa, pero es sanado por Coffey. Mr. Jingles recibió el don de la vida el día de su ejecución fallida. Cuando Edgecomb narra la historia, aún vive, aunque según Paul este también algún día iba a morir. Vivió 78 años.

## Reparto
Inicialmente para el papel de Paul Edgecomb se había considerado a John Travolta, pero al final fue Tom Hanks quien terminó quedándose con el papel principal. Antes de Sam Rockwell, para el papel de villano, se consideró a Josh Brolin. Los actores Jeffrey DeMunn (Harry Terwilliger) y Brian Libby (Sheriff McGee) ya habían actuado juntos en la cinta The Shawshank Redemption, también de Frank Darabont.
| Actor                 | Personaje                      | Doblaje en español (España) | Doblaje en español (México) |
| --------------------- | ------------------------------ | --------------------------- | --------------------------- |
| Tom Hanks             | Paul Edgecomb                  | Jordi Brau                  | Arturo Mercado              |
| David Morse           | Brutus "Mole" Howell           | Alfonso Vallés              | Armando Réndiz              |
| Michael Clarke Duncan | John Coffey                    | Pepe Mediavilla             | Blas García                 |
| Jeffrey DeMunn        | Harry Terwilliger              | Claudi García               | Francisco Colmenero         |
| Barry Pepper          | Dean Stanton                   | Daniel García               | Jesús Barrero               |
| Doug Hutchison        | Percy Wetmore                  | Pep Antón Muñoz             | Genaro Vásquez              |
| Michael Jeter         | Eduard "Del" Delacroix         | Adrià Frías                 | Gabriel Pingarrón           |
| Sam Rockwell          | William "Salvaje Bill" Wharton | Alberto Mieza               | Martín Soto                 |
| James Cromwell        | Alcaide Harold "Hal" Moores    | Rogelio Hernández           | Raúl de la Fuente           |
| William Sadler        | Klaus Detterick                | Rafael Calvo                | Paco Mauri                  |
| Harry Dean Stanton    | Toot-Toot                      | Miguel Ángel Jenner         | José Luis Castañeda         |
| Patricia Clarkson     | Melinda Moores                 | --                          | Magda Giner                 |
| Gary Sinise           | Burt Hammersmith               | Juan Antonio Bernal         | Rolando de Castro           |
| Dabbs Greer           | Paul Edgecomb (anciano)        | Joaquín Díaz                | Arturo Mercado              |
| Eve Brent             | Elaine Connelly                | Rosa María Pizá             | Liza Willert                |
| Bonnie Hunt           | Jan Edgecomb                   | Rosa María Hernández        | Nancy McKenzie              |
| Graham Greene         | Arlen Bitterbuck               | Francisco Garriga           | César Soto                  |

## Producción
Frank Darabont adaptó la novela de Stephen King, La milla verde, en un guion cinematográfico en menos de ocho semanas.
La película se rodó en Warner Hollywood Studios, West Hollywood (California); y en locaciones de Shelbyville (Tennessee); Blowing Rock (Carolina del Norte); y la antigua prisión estatal de Tennessee. Los decorados interiores fueron construidos a medida por el diseñador de producción Terence Marsh. "Intentamos darle a nuestro decorado una sensación de espacio. Una sensación de historia. Y una sensación de misterio, en cierto modo. Elegimos las ventanas alargadas tipo catedral porque hay un elemento muy místico en esta película, un elemento sobrenatural [...] Nos presentó muchas oportunidades", dijo. La silla eléctrica también fue un diseño a medida, y se inspiró en prisiones reales que tienen el dispositivo.
El título de la película hace referencia al tramo de suelo verde por el que caminan los reclusos del pasillo antes de ser ejecutados en la silla eléctrica.
Tom Hanks y Darabont se conocieron en un almuerzo de los Premios de la Academia en 1994. Stephen King declaró que se imaginaba a Hanks en el papel y que se alegró cuando Darabont mencionó su nombre. Originalmente se suponía que Hanks también iba a interpretar al anciano Paul Edgecomb, pero las pruebas de maquillaje no le hicieron parecer lo suficientemente creíble como para ser un anciano. Debido a esto, Dabbs Greer fue contratado para interpretar al Edgecomb mayor, su último papel cinematográfico.
Michael Clarke Duncan atribuyó su casting a Bruce Willis, con quien había trabajado en la película Armageddon un año antes. Según Duncan, Willis le presentó a Darabont tras enterarse de la convocatoria abierta para John Coffey. El jugador de baloncesto Shaquille O'Neal ha declarado que rechazó el papel de John Coffey. Josh Brolin fue considerado para el papel de William «Wild Bill» Wharton.
David Morse no había oído hablar del guion hasta que le ofrecieron el papel. Declaró que estaba llorando al final del mismo. Darabont quería a James Cromwell desde el principio, y después de leer el guion, Cromwell se emocionó y aceptó.

## Banda sonora
La banda sonora oficial de la película, Music from the Motion Picture The Green Mile, fue publicada el 19 de diciembre de 1999 por Warner Bros.. Contiene 37 temas, principalmente instrumentales de la banda sonora de Thomas Newman. También contiene cuatro temas vocales: «Cheek to Cheek» de Fred Astaire, “I Can't Give You Anything but Love, Baby” de Billie Holiday, “Did You Ever See a Dream Walking?” de Gene Austin, y “Charmaine” de Guy Lombardo and His Royal Canadians.
| 1. Old Alabama - B.B. And Group 2. Monstrous Big 3. The Two Dead Girls 4. The Mouse On The Mile 5. Foolishment 6. Billy-Be-Frigged 7. Coffey's Hands 8. Cheek To Cheek - Fred Astaire 9. Condemned Man 10. Limp Noodle 11. Scared Of The Dark 12. Wild Bill 13. Cigar Box 14. Circus Mouse 15. The Bad Death Of Eduard Delacroix Alain cano 1. Two Run-Throughs 2. Red Over Green | 1. I Can t Give You Anything But Love - Billie Holiday 2. That's The Deal 3. L'Homme Mauvais 4. An Offense To The Heart 5. Morphine & Cola 6. Night Journey 7. Danger Of Hell 8. Done Tom Turkey 9. Did You Ever See A Dream Walking - Gene Austin 10. Trapingus Parish 11. Boogeyman 12. Shine My Knob 13. Briar Ridge 14. Coffey On The Mile 15. Punishment 16. Charmaine - Guy Lombardo And His Royal Canadians 17. Now Long Gone 18. No Exceptions 19. The Green Mile |

## Premios

### Premios Óscar[12]
| Año  | Categoría              | Receptor(es)                                                 | Resultado |
| ---- | ---------------------- | ------------------------------------------------------------ | --------- |
| 2000 | Mejor película         | David Valdes Frank Darabont                                  | Nominado  |
| 2000 | Mejor actor de reparto | Michael Clarke Duncan                                        | Nominado  |
| 2000 | Mejor guion adaptado   | Frank Darabont                                               | Nominado  |
| 2000 | Mejor sonido           | Robert J. Litt Elliot Tyson Michael Herbick Willie D. Burton | Nominado  |

### Globos de Oro[12]
| Año  | Categoría              | Receptor(es)          | Resultado |
| ---- | ---------------------- | --------------------- | --------- |
| 2000 | Mejor Actor de Reparto | Michael Clarke Duncan | Nominado  |

### Premios Saturno[12]
| Año  | Categoría                                  | Receptor                                   | Resultado |
| ---- | ------------------------------------------ | ------------------------------------------ | --------- |
| 2000 | Mejor película de acción/aventura/thriller | Mejor película de acción/aventura/thriller | Ganadora  |
| 2000 | Mejor actor de reparto                     | Michael Clarke Duncan                      | Ganador   |
| 2000 | Mejor actriz de reparto                    | Patricia Clarkson                          | Ganadora  |
| 2000 | Mejor director                             | Frank Darabont                             | Nominado  |
| 2000 | Mejor música                               | Thomas Newman                              | Nominado  |

### Premios del Sindicato de Actores[12]
| Año  | Categoría              | Receptor              | Resultado |
| ---- | ---------------------- | --------------------- | --------- |
| 2000 | Mejor reparto          | Mejor reparto         | Nominados |
| 2000 | Mejor actor de reparto | Michael Clarke Duncan | Nominado  |